# Indy Japan 300 de 2009
Indy Japan 300 de 2009 foi a décima sexta corrida da temporada de 2009 da IndyCar Series. A corrida foi disputada no dia 19 de setembro no Twin Ring Motegi, localizado na cidade de Motegi, Japão. O vencedor foi o neozelandês Scott Dixon, da equipe Chip Ganassi Racing.

## Pilotos e Equipes
| Nº | Piloto              | Equipe                     | Chassis | Motor | Pneu |
| -- | ------------------- | -------------------------- | ------- | ----- | ---- |
| 2  | Raphael Matos (R)   | Luczo-Dragon Racing        | Dallara | Honda | F    |
| 3  | Hélio Castroneves   | Team Penske                | Dallara | Honda | F    |
| 4  | Dan Wheldon         | Panther Racing             | Dallara | Honda | F    |
| 5  | Mario Moraes        | KV Racing Technology       | Dallara | Honda | F    |
| 6  | Ryan Briscoe        | Team Penske                | Dallara | Honda | F    |
| 7  | Danica Patrick      | Andretti-Green Racing      | Dallara | Honda | F    |
| 9  | Scott Dixon         | Chip Ganassi Racing        | Dallara | Honda | F    |
| 10 | Dario Franchitti    | Chip Ganassi Racing        | Dallara | Honda | F    |
| 11 | Tony Kanaan         | Andretti-Green Racing      | Dallara | Honda | F    |
| 13 | E. J. Viso          | HVM Racing                 | Dallara | Honda | F    |
| 14 | Ryan Hunter-Reay    | A. J. Foyt Enterprises     | Dallara | Honda | F    |
| 18 | Justin Wilson       | Dale Coyne Racing          | Dallara | Honda | F    |
| 20 | Ed Carpenter        | Vision Racing              | Dallara | Honda | F    |
| 23 | Tomas Scheckter     | Dreyer & Reinbold Racing   | Dallara | Honda | F    |
| 24 | Mike Conway (R)     | Dreyer & Reinbold Racing   | Dallara | Honda | F    |
| 26 | Marco Andretti      | Andretti-Green Racing      | Dallara | Honda | F    |
| 27 | Hideki Mutoh        | Andretti-Green Racing      | Dallara | Honda | F    |
| 33 | Robert Doornbos (R) | HVM Racing                 | Dallara | Honda | F    |
| 34 | Kosuke Matsuura     | Conquest Racing            | Dallara | Honda | F    |
| 43 | Roger Yasukawa      | Dreyer & Reinbold Racing   | Dallara | Honda | F    |
| 98 | Stanton Barrett (R) | Team 3G                    | Dallara | Honda | F    |
| 02 | Graham Rahal        | Newman/Haas/Lanigan Racing | Dallara | Honda | F    |
| 06 | Oriol Servià        | Newman/Haas/Lanigan Racing | Dallara | Honda | F    |

- (R) - Rookie

## Resultados

### Treino classificatório
| Treino classificatório - 18 de setembro | Treino classificatório - 18 de setembro | Treino classificatório - 18 de setembro | Treino classificatório - 18 de setembro | Treino classificatório - 18 de setembro | Treino classificatório - 18 de setembro | Treino classificatório - 18 de setembro | Treino classificatório - 18 de setembro | Treino classificatório - 18 de setembro |
| Pos                                     | Nº                                      | Piloto                                  | Equipe                                  | Volta 1                                 | Volta 2                                 | Volta 3                                 | Volta 4                                 | Tempo total                             |
| --------------------------------------- | --------------------------------------- | --------------------------------------- | --------------------------------------- | --------------------------------------- | --------------------------------------- | --------------------------------------- | --------------------------------------- | --------------------------------------- |
| 1                                       | 9                                       | Scott Dixon                             | Chip Ganassi Racing                     | 27.0878                                 | 27.0801                                 | 27.0878                                 | 27.0843                                 | 1:48.3400                               |
| 2                                       | 5                                       | Mario Moraes                            | KV Racing Technology                    | 27.2456                                 | 27.1481                                 | 27.1217                                 | 27.1077                                 | 1:48.6231                               |
| 3                                       | 10                                      | Dario Franchitti                        | Chip Ganassi Racing                     | 27.2945                                 | 27.0901                                 | 27.1442                                 | 27.1532                                 | 1:48.6820                               |
| 4                                       | 6                                       | Ryan Briscoe                            | Team Penske                             | 27.4132                                 | 27.2237                                 | 27.1775                                 | 27.1628                                 | 1:48.9772                               |
| 5                                       | 02                                      | Graham Rahal                            | Newman/Haas/Lanigan Racing              | 27.3309                                 | 27.3006                                 | 27.2530                                 | 27.2017                                 | 1:49.0862                               |
| 6                                       | 7                                       | Danica Patrick                          | Andretti-Green Racing                   | 27.3617                                 | 27.2820                                 | 27.2571                                 | 27.2561                                 | 1:49.1569                               |
| 7                                       | 06                                      | Oriol Servià                            | Newman/Haas/Lanigan Racing              | 27.3309                                 | 27.3006                                 | 27.2530                                 | 27.2017                                 | 1:49.0862                               |
| 8                                       | 4                                       | Dan Wheldon                             | Panther Racing                          | 27.5500                                 | 27.3935                                 | 27.2982                                 | 27.3666                                 | 1:49.6083                               |
| 9                                       | 18                                      | Justin Wilson                           | Dale Coyne Racing                       | 27.5832                                 | 27.4449                                 | 27.3549                                 | 27.3374                                 | 1:49.7204                               |
| 10                                      | 23                                      | Tomas Scheckter                         | Dreyer & Reinbold Racing                | 27.5126                                 | 27.4430                                 | 27.4086                                 | 27.4302                                 | 1:49.7944                               |
| 11                                      | 20                                      | Ed Carpenter                            | Vision Racing                           | 27.7285                                 | 27.4572                                 | 27.3695                                 | 27.3443                                 | 1:49.8995                               |
| 12                                      | 2                                       | Raphael Matos (R)                       | Luczo-Dragon Racing                     | 27.5435                                 | 27.4205                                 | 27.4739                                 | 27.6034                                 | 1:50.0413                               |
| 13                                      | 24                                      | Mike Conway (R)                         | Dreyer & Reinbold Racing                | 27.6390                                 | 27.4811                                 | 27.4780                                 | 27.4705                                 | 1:50.0686                               |
| 14                                      | 11                                      | Tony Kanaan                             | Andretti-Green Racing                   | 27.6844                                 | 27.5124                                 | 27.5014                                 | 27.5353                                 | 1:50.2335                               |
| 15                                      | 26                                      | Marco Andretti                          | Andretti-Green Racing                   | 27.5415                                 | 27.4770                                 | 27.5447                                 | 27.6721                                 | 1:50.2353                               |
| 16                                      | 14                                      | Ryan Hunter-Reay                        | A. J. Foyt Enterprises                  | 27.7536                                 | 27.5845                                 | 27.5593                                 | 27.5221                                 | 1:50.4195                               |
| 17                                      | 34                                      | Kosuke Matsuura                         | Conquest Racing                         | 27.7574                                 | 27.6130                                 | 27.6060                                 | 27.6131                                 | 1:50.5895                               |
| 18                                      | 43                                      | Roger Yasukawa                          | Dreyer & Reinbold Racing                | 27.8008                                 | 27.7031                                 | 27.6448                                 | 27.6780                                 | 1:50.8267                               |
| 19                                      | 13                                      | E. J. Viso                              | HVM Racing                              | 27.9354                                 | 27.7714                                 | 27.5827                                 | 27.5676                                 | 1:50.8571                               |
| 20                                      | 33                                      | Robert Doornbos (R)                     | HVM Racing                              | 27.8458                                 | 27.7253                                 | 27.8337                                 | 27.8394                                 | 1:51.2442                               |
| 21                                      | 98                                      | Stanton Barrett (R)                     | Team 3G                                 | 28.7501                                 | 28.5950                                 | 28.5520                                 | 28.7729                                 | 1:54.6700                               |
| 22                                      | 3                                       | Hélio Castroneves                       | Team Penske                             | 27.3243                                 | 27.2469                                 | 28.8949                                 | —                                       | sem tempo                               |
| 23                                      | 27                                      | Hideki Mutoh                            | Andretti-Green Racing                   | 27.5365                                 | —                                       | —                                       | —                                       | sem tempo                               |
| Relatório                               |                                         |                                         |                                         |                                         |                                         |                                         |                                         |                                         |

- (R) - Rookie

### Corrida
| Corrida - 19 de setembro | Corrida - 19 de setembro | Corrida - 19 de setembro | Corrida - 19 de setembro   | Corrida - 19 de setembro | Corrida - 19 de setembro | Corrida - 19 de setembro | Corrida - 19 de setembro | Corrida - 19 de setembro |
| Pos                      | Nº                       | Piloto                   | Equipe                     | Voltas                   | Tempo                    | Largada                  | Voltas na Liderança      | Pontos                   |
| ------------------------ | ------------------------ | ------------------------ | -------------------------- | ------------------------ | ------------------------ | ------------------------ | ------------------------ | ------------------------ |
| 1                        | 9                        | Scott Dixon              | Chip Ganassi Racing        | 200                      | 1:51:37.6411             | 1                        | 139                      | 53                       |
| 2                        | 10                       | Dario Franchitti         | Chip Ganassi Racing        | 200                      | +1.4475                  | 3                        | 53                       | 40                       |
| 3                        | 02                       | Graham Rahal             | Newman/Haas/Lanigan Racing | 200                      | +3.2002                  | 5                        | 3                        | 35                       |
| 4                        | 06                       | Oriol Servià             | Newman/Haas/Lanigan Racing | 200                      | +7.3720                  | 7                        | 0                        | 32                       |
| 5                        | 5                        | Mario Moraes             | KV Racing Technology       | 200                      | +12.7643                 | 2                        | 0                        | 30                       |
| 6                        | 7                        | Danica Patrick           | Andretti-Green Racing      | 200                      | +16.1392                 | 6                        | 0                        | 28                       |
| 7                        | 26                       | Marco Andretti           | Andretti-Green Racing      | 200                      | +16.6513                 | 14                       | 0                        | 26                       |
| 8                        | 4                        | Dan Wheldon              | Panther Racing             | 200                      | +17.2646                 | 8                        | 0                        | 24                       |
| 9                        | 2                        | Raphael Matos (R)        | Luczo-Dragon Racing        | 200                      | +17.5790                 | 12                       | 0                        | 22                       |
| 10                       | 3                        | Hélio Castroneves        | Team Penske                | 199                      | +1 volta                 | 21                       | 0                        | 20                       |
| 11                       | 11                       | Tony Kanaan              | Andretti-Green Racing      | 199                      | +1 volta                 | 23                       | 0                        | 19                       |
| 12                       | 18                       | Justin Wilson            | Dale Coyne Racing          | 199                      | +1 volta                 | 9                        | 0                        | 18                       |
| 13                       | 20                       | Ed Carpenter             | Vision Racing              | 198                      | +2 voltas                | 11                       | 0                        | 17                       |
| 14                       | 27                       | Hideki Mutoh             | Andretti-Green Racing      | 198                      | +2 voltas                | 22                       | 0                        | 16                       |
| 15                       | 13                       | E. J. Viso               | HVM Racing                 | 198                      | +2 voltas                | 18                       | 0                        | 15                       |
| 16                       | 33                       | Robert Doornbos (R)      | HVM Racing                 | 198                      | +2 voltas                | 19                       | 0                        | 14                       |
| 17                       | 34                       | Kosuke Matsuura          | Conquest Racing            | 195                      | +5 voltas                | 16                       | 0                        | 13                       |
| 18                       | 6                        | Ryan Briscoe             | Team Penske                | 185                      | +15 voltas               | 4                        | 5                        | 12                       |
| 19                       | 98                       | Stanton Barrett (R)      | Team 3G                    | 182                      | +18 voltas               | 20                       | 0                        | 12                       |
| 20                       | 43                       | Roger Yasukawa           | Dreyer & Reinbold Racing   | 172                      | +28 voltas               | 17                       | 0                        | 12                       |
| 21                       | 14                       | Ryan Hunter-Reay         | A. J. Foyt Enterprises     | 157                      | Contato                  | 15                       | 0                        | 12                       |
| 22                       | 24                       | Mike Conway (R)          | Dreyer & Reinbold Racing   | 103                      | Contato                  | 13                       | 0                        | 12                       |
| 23                       | 23                       | Tomas Scheckter          | Dreyer & Reinbold Racing   | 83                       | Mecânico                 | 10                       | 0                        | 12                       |
| Relatório                |                          |                          |                            |                          |                          |                          |                          |                          |

- (R) - Rookie